# Russell Simpson (Tennisspieler)
Russell Simpson (* 22. Februar 1954 in Auckland) ist ein ehemaliger neuseeländischer Tennisspieler.

## Leben
Simpson war auf der ATP Tour hauptsächlich in der Doppelkonkurrenz erfolgreich. Im Einzel gelang ihm zwar kein Turniersieg, er stand jedoch zweimal in Folge im Finale seines Heimatturniers in Auckland, wo er 1982 Tim Wilkison und 1983 John Alexander unterlag. Im Laufe seiner Karriere konnte er fünf Doppeltitel erringen, drei davon mit seinem Landsmann Chris Lewis. Seine höchste Notierung in der Tennisweltrangliste erreichte er 1983 mit Position 47 im Einzel sowie 1985 mit Position 94 im Doppel.
Sein bestes Einzelergebnis bei einem Grand-Slam-Turnier war das Erreichen der Achtelfinales der Wimbledon Championships 1982. In der Doppelkonkurrenz stand er 1980 an der Seite von Billy Martin im Halbfinale der Australian Open, wo sie den späteren Champions Mark Edmondson und Kim Warwick unterlegen waren. Gegen Ende seiner Karriere war er noch einmal im Mixed erfolgreich; mit Belinda Cordwell stand er 1987 im Achtelfinale der Australian Open und der Wimbledon Championships.
Simpson spielte zwischen 1975 und 1986 25 Einzel- sowie 15 Doppelpartien für die neuseeländische Davis-Cup-Mannschaft. Seine Bilanz ist 16:9 im Einzel und 6:9 im Doppel. Der größte Erfolg mit der Mannschaft war die Teilnahme am Halbfinale der Weltgruppe 1982, zu dem er mit drei gewonnenen Einzelpartien in den Vorrunden gegen Spanien und Italien beigetragen hatte. Im Halbfinale gegen Frankreich gewann er an der Seite von Chris Lewis die Doppelpartie gegen Henri Leconte und Yannick Noah. Bei der 2:3-Niederlage verlor er jedoch beide Einzelpartien gegen Noah und Thierry Tulasne. Zudem vertrat er Neuseeland beim World Team Cup 1983, wo ihm im Einzel ein Sieg über Yannick Noah gelang.

## Erfolge
| Legende                       |
| Grand Slam                    |
| Tennis Masters Cup            |
| ATP Masters Series            |
| ATP International Series Gold |
| ATP International Series (5)  |
| ATP Challenger Tour (8)       |

### Einzel

#### Turniersiege
| Nr. | Datum           | Turnier    | Belag     | Finalgegner     | Ergebnis      |
| --- | --------------- | ---------- | --------- | --------------- | ------------- |
| 1.  | 13. August 1978 | Cape Cod   | Hartplatz | David Schneider | 6:4, 7:5      |
| 2.  | 27. April 1980  | Toyota     | Hartplatz | Brad Drewett    | 6:4, 6:4      |
| 3.  | 3. Mai 1981     | Nagoya (1) | Hartplatz | Charlie Fancutt | 6:3, 3:6, 6:3 |
| 4.  | 25. April 1982  | Nagareyama | Hartplatz | Charles Strode  | 6:3, 6:7, 7:5 |
| 5.  | 4. Mai 1986     | Nagoya (2) | Hartplatz | Val Wilder      | 7:5, 5:7, 6:4 |

#### Finalteilnahmen
| Nr. | Datum           | Turnier      | Belag     | Finalgegner    | Ergebnis      |
| --- | --------------- | ------------ | --------- | -------------- | ------------- |
| 1.  | 17. Januar 1982 | Auckland (1) | Hartplatz | Tim Wilkison   | 4:6, 4:6, 4:6 |
| 2.  | 16. Januar 1983 | Auckland (2) | Hartplatz | John Alexander | 4:6, 3:6, 3:6 |

### Doppel

#### Turniersiege

##### ATP Tour
| Nr. | Datum           | Turnier      | Belag     | Partner      | Finalgegner                    | Ergebnis      |
| --- | --------------- | ------------ | --------- | ------------ | ------------------------------ | ------------- |
| 1.  | 16. Januar 1977 | Auckland (1) | Rasen     | Chris Lewis  | Peter Langsford Jonathan Smith | 7:6, 6:4      |
| 2.  | 24. April 1977  | Florenz      | Sand      | Chris Lewis  | Iván Molina Jairo Velasco      | 2:6, 7:6, 6:2 |
| 3.  | 30. April 1978  | Tulsa        | Hartplatz | Van Winitsky | Carlos Kirmayr Ricardo Ycaza   | 4:6, 7:6, 6:2 |
| 4.  | 21. Juni 1981   | Bristol      | Rasen     | Billy Martin | John Austin Johan Kriek        | 6:3, 4:6, 6:4 |
| 5.  | 16. Januar 1983 | Auckland (2) | Rasen     | Chris Lewis  | David Graham Laurie Warder     | 7:6, 6:3      |

##### Challenger Tour
| Nr. | Datum           | Turnier    | Belag     | Partner       | Finalgegner                | Ergebnis      |
| --- | --------------- | ---------- | --------- | ------------- | -------------------------- | ------------- |
| 1.  | 15. Januar 1978 | Auckland   | Hartplatz | Chris Lewis   | Rod Frawley Karl Meiler    | 7:6, 6:1      |
| 2.  | 3. Mai 1981     | Nagoya (1) | Hartplatz | Billy Martin  | Matt Mitchell William Maze | 7:6, 6:2      |
| 3.  | 4. Mai 1986     | Nagoya (2) | Hartplatz | David Mustard | Shane Barr Scott McCain    | 7:5, 5:7, 6:4 |

#### Finalteilnahmen
| Nr. | Datum             | Turnier      | Belag       | Partner        | Finalgegner                | Ergebnis                  |
| --- | ----------------- | ------------ | ----------- | -------------- | -------------------------- | ------------------------- |
| 1.  | 27. April 1975    | Houston      | Sand        | Mike Estep     | Bob Lutz Stan Smith        | 5:7, 6:75                 |
| 2.  | 25. Januar 1981   | Monterrey    | Teppich (i) | Johan Kriek    | Kevin Curren Steve Denton  | 6:7, 3:6                  |
| 3.  | 29. November 1981 | Johannesburg | Sand        | Fritz Buehning | Terry Moor John Yuill      | 3:6, 7:5, 4:6, 7:6, 10:12 |
| 4.  | 23. Juni 1985     | Bristol      | Rasen       | John Alexander | Eddie Edwards Danie Visser | 4:6, 6:7                  |